# Coptocercus undulatus
Coptocercus undulatus är en skalbaggsart som först beskrevs av Hope 1841.  Coptocercus undulatus ingår i släktet Coptocercus och familjen långhorningar. Inga underarter finns listade i Catalogue of Life.